# Andrebakely Est
Andrebakely Sud est une commune rurale malgache située dans la région d'Alaotra-Mangoro.
Plus précisément, elle se localise sur la rive Ouest de la plaine d'Alaotra entre la commune rurale Morarano Chrome et la commune rurale Ampasikely. La route nationale RN3a passe dans la commune.

## Géographie
La commune regroupe six fokontany : Andrebakely, Ambodifarihy, Antanimalalaka, Andranombainga, Andilambarika et Ambongabe.

## Économie
La population a l'Agriculture comme activité principale. Comme dans toutes les communes à Aloatra, les exploitants agricoles pratiquent la riziculture. 